# Kenia na Letnich Igrzyskach Olimpijskich 2004
Kenię na Letnich Igrzyskach Olimpijskich 2004 reprezentowało 46 zawodników (22 mężczyzn i 24 kobiety).
| Medal | Zawodnik            | Dyscyplina    | Konkurencja                            |
| ----- | ------------------- | ------------- | -------------------------------------- |
|       | Ezekiel Kemboi      | Lekkoatletyka | bieg na 3000 m z przeszkodami mężczyzn |
|       | Bernard Lagat       | Lekkoatletyka | 1500 m mężczyzn                        |
|       | Brimin Kipruto      | Lekkoatletyka | bieg na 3000 m z przeszkodami mężczyzn |
|       | Isabella Ochichi    | Lekkoatletyka | 5000 m kobiet                          |
|       | Catherine Ndereba   | Lekkoatletyka | maraton kobiet                         |
|       | Paul Kipsiele Koech | Lekkoatletyka | 3000 m z przeszkodami mężczyzn         |
|       | Eliud Kipchoge      | Lekkoatletyka | 5000 m kobiet                          |